# Concursul Muzical Eurovision 1999
Concursul Muzical Eurovision 1999 a fost cea de a patruzeci și patra ediție a concursului muzical Eurovision. 

## Rezultatele
| Locul | Puncte | Cântec                                 | Artist                        | Țară                  |
| 1.    | 163    | Take Me To Your Heaven                 | Charlotte Nilsson             | Suedia                |
| 2.    | 143    | All Out Of Luck                        | Selma                         | Islanda               |
| 3.    | 140    | Reise nach Jerusalem - Kudüs'e seyahat | Sürpriz                       | Germania              |
| 4.    | 118    | Marija Magdalena                       | Doris Dragović                | Croația               |
| 5.    | 93     | Yom huledet (Happy Birthday)           | Eden                          | Israel                |
| 6.    | 90     | Diamond Of Night                       | Evelin Samuel & Camille       | Estonia               |
| 7.    | 86     | Putnici                                | Dino Merlin & Beatrice        | Bosnia și Herțegovina |
| 8.    | 71     | This Time                              | Trine Jepsen & Michael Teschl | Danemarca             |
| 8.    | 71     | One Good Reason                        | Marlayne                      | Țările de Jos         |
| 10.   | 65     | Reflection (In Your Eyes)              | Bobbie Singer                 | Austria               |
| 11.   | 50     | Another Thousand Years                 | Darja Švajger                 | Slovenia              |
| 12.   | 38     | Like The Wind                          | Vanessa Chinitor              | Belgia                |
| 13.   | 38     | Say It Again                           | Precious                      | Regatul Unit          |
| 14.   | 35     | Living My Life Without You             | Stig Van Eijk                 | Norvegia              |
| 15.   | 32     | Believe 'n Peace                       | Times 3                       | Malta                 |
| 16.   | 21     | Dön Artik                              | Tugba Önal & Grup Mystik      | Turcia                |
| 17.   | 18     | When You Need Me                       | The Mullans                   | Irlanda               |
| 18.   | 17     | Przytul Mnie Mocno                     | Mieczyslaw Szczesniak         | Polonia               |
| 19.   | 14     | Je veux donner ma voix                 | Nayah                         | Franța                |
| 20.   | 13     | Strazdas                               | Aistė Smilgevičiūtė           | Lituania              |
| 21.   | 12     | Como tudo começou                      | Rui Bandeira                  | Portugalia            |
| 22.   | 2      | Tha 'Nai Erotas                        | Marlain Angelidou             | Cipru                 |
| 23.   | 1      | No quiero escuchar                     | Lydia                         | Spania                |